# Medien im Senegal

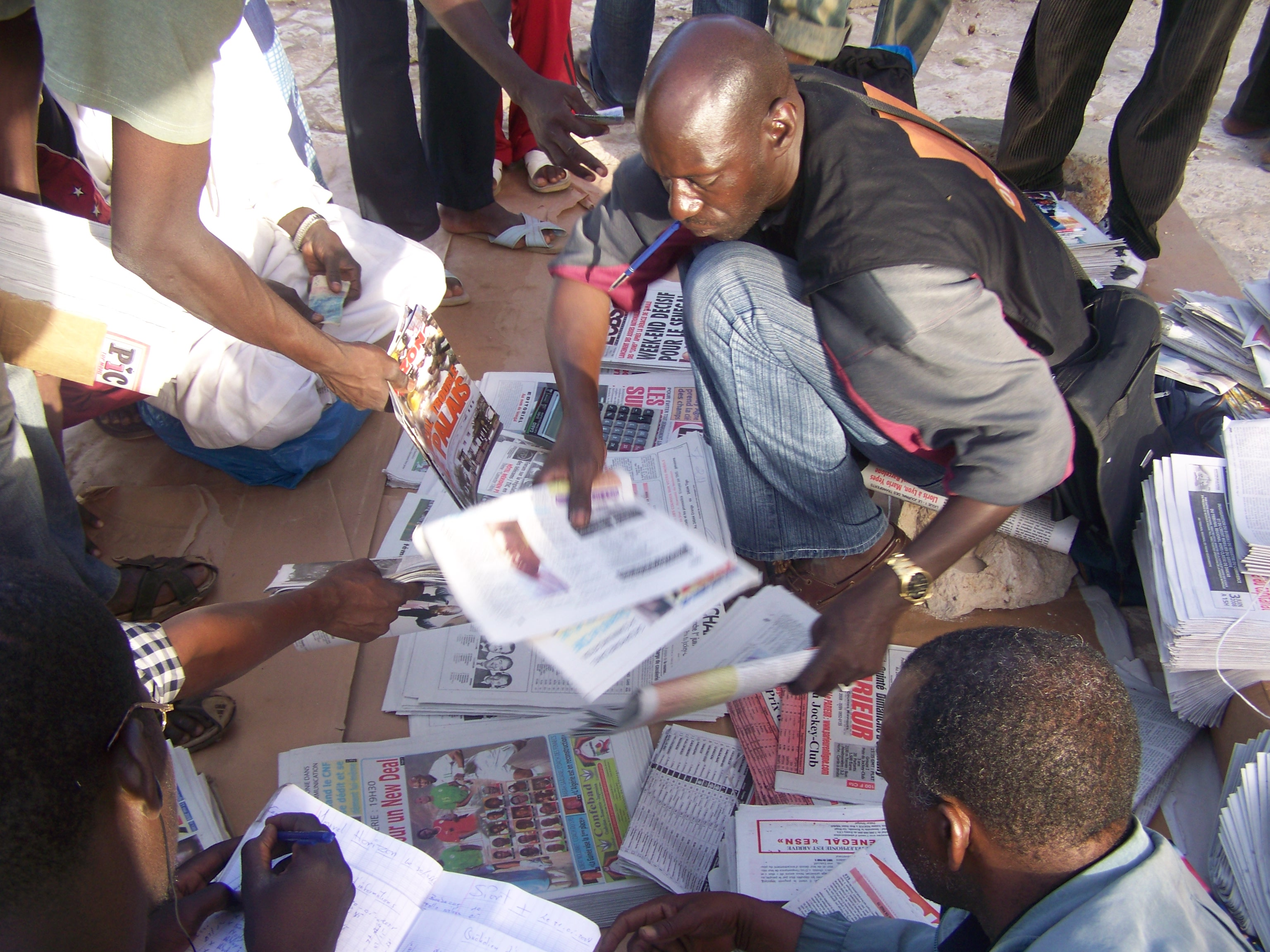
Zeitungsverkäufer in Dakar

Die Medien in Senegal umfassen Rundfunkanbieter sowie Print- und Internetmedien. Mit der Agence de presse senegalaise (APS) als staatlicher Nachrichtenagentur verfügt Senegal über die meistgenutzte Nachrichtenquelle im französischsprachigen Westafrika. Die Medienlandschaft ist vielfältig, es gibt eine große Zahl unabhängiger Zeitungen. Hinzu kommen im städtischen und ländlichen Raum ausstrahlende Radiosender und TV-Angebote. Einige Mediengruppen bieten außerdem Online-Auftritte an. Die Internetvernetzung im subregionalen Bereich ist vergleichsweise gut.

## Rundfunk
Der größten Medienanbieter in Senegal ist die staatliche Hörfunk- und Fernsehanstalt Radiodiffusion Télévision Sénégalaise (RTS). Sie verfügt über eine Vielzahl von Hörfunk- und Fernsehsendern, darunter auch Regionalsender.
Es gibt mehrere private Radiosender, darunter vor allem Sud FM und Walfadjri und RFM. Fast alle Sender sind auch im Internet vertreten.

## Zeitungen
Le Soleil ist die größte öffentliche Tageszeitung und regierungsnah. Parallel existieren auch unabhängige Tageszeitungen, wie zum Beispiel Sud quotidien, Walfadjri, Le Matin und Le Quotidien.

## Pressefreiheit
Hinsichtlich der Pressefreiheit liegt Senegal im Mittelfeld. Der Press Freedom Index für 2008 stuft den Senegal als „teilweise frei“ ein. In der Rangliste der Pressefreiheit wird das Land auf Platz 104 gelistet. Auch im Jahr 2019 zeigt der Blick auf die Weltkarte, dass die Pressefreiheit in Senegal über dem afrikanischen Durchschnitt liegt.
Es gibt keine offizielle Zensur im Senegal, jedoch mussten Journalisten namentlich unter der Präsidentschaft von Abdoulaye Wade bei regimekritischer Berichterstattung mit Gefängnisstrafen rechnen. Zum Beispiel wurde Moussa Gueye, der geschäftsführende Herausgeber der privaten Tageszeitung L’Exclusif, sowie deren Inhaber Pape Moussa Doucar, 2007 inhaftiert, da sie einen kritischen Leitartikel, mit Titel Late Outings at the Presidency: The Nocturnal Escapades of President Wade publizierten. Als Begründung für die Einschränkung der Pressefreiheit wurde angegeben die nationale Sicherheit zu schützen.
Neben dem Staat spielen muslimische Bruderschaften eine bedeutende Rolle in der Beeinflussung der freien Presse. Die Anführer haben durch ihren enormen Einfluss auf die Bevölkerung und ihrer gesellschaftlichen Vermittlungsfunktion die Möglichkeit, die Berichterstattung lenken zu können. Nach wie vor werden Journalisten eingeschüchtert, unter Druck gesetzt und verfolgt. Namentlich wenn sie selbst Bruderschaften angehören, geraten sie in eine Identitätskrise.